# Amsterdam Lelylaan vasútállomás
Amsterdam Lelylaan vasútállomás vasútállomás Hollandiában, Amszterdam városában.

## Vasútvonalak
Az állomást az alábbi vasútvonalak érintik:
- Amsterdam Centraal–Schiphol-vasútvonal
- 50-es metróvonal
- 51-es metró

## Kapcsolódó állomások
A vasútállomáshoz az alábbi állomások vannak a legközelebb:
- Amsterdam Sloterdijk állomás (Amsterdam Centraal, Amsterdam Centraal–Schiphol-vasútvonal, észak)
- Schiphol vasútállomás (Schiphol vasútállomás, Amsterdam Centraal–Schiphol-vasútvonal, dél)
- Postjesweg (Isolatorweg, 50-es metróvonal, 51-es metró, észak)
- Heemstedestraat (Gein, 50-es metróvonal, dél)
- Heemstedestraat (Metrostation Centraal Station, 51-es metró)